# Шафиков, Таймас Шафикович
Таймас Шафикович Шафиков (баш. Таймаҫ Шафиҡ улы Шафиҡов, 1899—1947) —  государственный деятель, председатель ЦИК БАССР (1929—1931).

## Биография
Таймас Шафиков родился 19 февраля 1899 года в деревне Куйсарино Мухаметкулуевской волости Челябинского уезда Оренбургской губернии (ныне деревня Большая Куйсарина Аргаяшского района Челябинской области).
Принимал участие в Гражданской войне в России. С февраля по июнь 1919 года воевал в составе Русской Армии А. В. Колчака, а с сентября 1919 года по апрель 1922 года — в рядах Красной Армии.
В 1922—1924 гг. являлся председателем Куйсаринского сельского совета, а в 1924—1926 гг. — председателем Мухаметкулуевского волостного исполнительного комитета.
В 1926—1928 гг. работал председателем, начальником отдела исполкома Аргаяшского кантона.
В 1928—1929 гг. был слушателем курсов партийных работников при Центральном комитете ВКП(б).
В 1929—1931 гг. — председатель Центрального исполнительного комитета Башкирской АССР.
В 1931—1933 гг. обучался в Москве на факультете животноводства Академии социалистического земледелия.
В 1933—1937 гг. являлся начальником политического отдела, а позднее — директором Юмагузинской машинно-тракторной станции.
Репрессирован как «башкирский националист». В сентябре 1937 года арестован. В 1939 году освобождён. Работал агрономом участка, заместителем директора, директором в Мухаметкуловской машинно-тракторной станции. Позднее был председателем колхоза в деревне Айбатово, заведующим базой Заготскота Аргаяшского района.
В 1956 году посмертно реабилитирован.